# Episodi de La banda dei cinque (seconda stagione)
Questa voce contiene trame, dettagli e crediti dei registi e degli sceneggiatori della seconda stagione della serie televisiva La banda dei cinque
Nel Regno Unito, la serie fu trasmessa dalla ITV dal 27 giugno all'8 agosto 1979. In Italia andò in onda su Rai 2 nel 1979.
| nº | Titolo originale             | Titolo italiano                                      | Prima TV UK    | Prima TV Italia |
| -- | ---------------------------- | ---------------------------------------------------- | -------------- | --------------- |
| 1  | Five Fall into Adventure (1) | I cinque a caccia delle carte rubate (prima parte)   | 27 giugno 1979 | 1979            |
| 2  | Five Fall into Adventure (2) | I cinque a caccia delle carte rubate (seconda parte) | 4 luglio 1979  | 1979            |
| 3  | Five Run Away Together       | I cinque e l'infida governante                       | 11 luglio 1979 | 1979            |
| 4  | Five Go to Demon's Rock (1)  | I cinque e la scogliera dei naufragi (prima parte)   | 18 luglio 1979 | 1979            |
| 5  | Five Go to Demon's Rock (2)  | I cinque e la scogliera dei naufragi (seconda parte) | 25 luglio 1979 | 1979            |
| 6  | Five Go Down to the Sea (1)  | I cinque sulle orme dei pirati (prima parte)         | 1º agosto 1979 | 4 aprile 1979   |
| 7  | Five Go Down to the Sea (2)  | I cinque sulle orme dei pirati (seconda parte)       | 8 agosto 1979  | 5 aprile 1979   |

## I cinque a caccia delle carte rubate  (prima parte)
- Titolo originale: Five Fall into Adventure (1)
- Diretto da: Sidney Hayers
- Scritto da: Gail Renard

### Trama
Sulla spiaggia i cinque amici fanno la conoscenza di Jo, una ragazza che si comporta come un maschio. Nel rientrare, la banda vede un autoveicolo della polizia davanti a casa, qualcuno ha saccheggiato lo studio dello zio Quentin, mettendolo a soqquadro nel tentativo di trovare i documenti segreti dell'ultimo progetto. Naturalmente Dick, George, Julian, Anne e Timmy iniziano ad indagare e ben presto i sospetti ricadono sulla nuova amica Jo che sembra saperne molto sulla questione. Ma che cosa conteranno di così importante i documenti di zio Quentin?
- Guest star: Julie Davis (Jo), Paul Antrim (Simmy), Kenneth MacDonald (Policeman)

## I cinque a caccia delle carte rubate  (seconda parte)
- Titolo originale: Five Fall into Adventure (2)
- Diretto da: Sidney Hayers
- Scritto da: Gail Renard

### Trama
George e Timmy vengono fatti prigionieri mentre passeggiavano nel bosco, e portati in una roulotte parcheggiata lì vicino. Jo avvisa i tre amici della cattura di George, allora Julian e Dick decidono di andare a cercarla, ma non la trovano. All'interno della roulotte trovano scritto un nome, e con l'aiuto di Jo, che nel frattempo li ha raggiunti, scoprono che è prigioniera insieme a Timmy in una specie di castello accessibile via mare. Una volta arrivati, Jo si nasconde, mentre Julian e Dick vengono catturati e Jo cercherà di liberarli.
- Guest star: David Lloyd Meredith (Red Tower), Geoffrey Moon (Markoff), Paul Antrim (Simmy), Kenneth MacDonald (Policeman)

## I cinque e l'infida governante
- Titolo originale: Five Run Away Together
- Diretto da: James Gatward
- Scritto da: Gail Renard

### Trama
I genitori di George devono assentarsi da casa per una settimana, perché sembra che la madre di Quentin sia molto malata, e con loro partirà anche il giardiniere, quindi hanno messo un annuncio per cercare una governante. Si presenta la signora Stick accompagnata da suo marito, sembra la persona adatta e viene assunta. Stanno arrivando, accompagnati dal giardiniere, anche Julian, Ann e Dick, che passeranno le vacanze nella casa della cugina George. Al loro arrivo, i genitori partono in fretta accompagnati dal giardiniere Rogers, lasciando i cinque con la nuova governante e suo marito.
- Guest star: Patrick Troughton (Mr. Stick), Mona Bruce (Mrs. Stick), Michael McVey (Edgar Stick), Peter Rutherford (Convict)

## I cinque e la scogliera dei naufragi (prima parte)
- Titolo originale: Five Go to Demon's Rock (1)
- Diretto da: Pat Jackson
- Scritto da: Richard Sparks

### Trama
Il professor Hayling è ospite del padre di George. Insieme a lui c'è anche il figlio Tinker, che invita i quattro amici nel faro regalatogli dal padre. Prendono un taxi e arrivano al porto dove conoscono il signor Boogle. Con una barca arrivano al faro, ma vengono seguiti da due loschi tipi, Ebenezer e Jacob, che incuriositi rubano la chiave lasciata all'esterno della porta del faro.
- Guest star: Paul Curran (Mr. Boogle), Wolfe Morris (Ebenezer), Timothy Bateson (Prof. Hayling), John Tordoff (Jacob), Wayne Brooks (Tinker Hayling), Cyril Cross (PC Sharp), George Hilsden (Barman/Coastguard)

## I cinque e la scogliera dei naufragi (seconda parte)
- Titolo originale: Five Go to Demon's Rock (2)
- Diretto da: Pat Jackson
- Scritto da: Richard Sparks

### Trama
Il signor Boogle ha raccontato ai cinque amici la storia del tesoro degli affondatori, decide quindi di portarli in visita alle grotte. Bisticcio, la scimmietta di Tinker, ha trovato una Ghinea d'oro, vista anche da Ebenezer. I cinque amici tornano al faro, ma vengono seguiti da Jacob, che con la chiave sottratta li rinchiude nel faro.
- Guest star: Paul Curran (Mr. Boogle), Wolfe Morris (Ebenezer), Timothy Bateson (Prof. Hayling), John Tordoff (Jacob), Wayne Brooks (Tinker Hayling), Cyril Cross (PC Sharp), George Hilsden (Barman/Coastguard)

## I cinque sulle orme dei pirati (prima parte)
- Titolo originale: Five Go Down to the Sea (1)
- Diretto da: Mike Connor
- Scritto da: Gail Renard

### Trama
I cinque arriveranno in treno a Penzance diretti alla fattoria dei Penruthlan, mentre il padre di George, di passaggio, porterà i bagagli in macchina. I ragazzi appena scesi dal treno, mentre stanno facendo un giro nella scogliera, vedono un ragazzo su uno scoglio e pensano sia in pericolo perché si sta alzando la marea. Il rumore di un aereo li distrae, e non vedendolo più pensano sia caduto in mare. Vanno alla fattoria in cerca di aiuto, ma vedono arrivare proprio Yan, il figlio dei Penruthlan, visto poco prima nello scoglio. Intanto Quentin, il padre di George, continua il suo viaggio lasciando "i cinque" nella fattoria.
- Guest star: John Sharp (The Guy), Dan Meaden (Mr. Penruthlan), Michael Anthony (Mr. Binks), Rupert Graves (Yan), Ruth Kettlewell (Mrs. Penruthlan)

## I cinque sulle orme dei pirati (seconda parte)
- Titolo originale: Five Go Down to the Sea (2)
- Diretto da: Mike Connor
- Scritto da: Gail Renard

### Trama
Yan ha raccontato a Julian e Dick del passaggio segreto dei pirati dalla scogliera. Intanto il pulmino della Compagnia dei Barnies ha fuso il motore, ed è ospite dei Penruthlan in cambio di uno spettacolo gratis. Al termine, i cinque escono e vedono accendersi un faro che potrebbe essere quello dei pirati raccontato da Yan, salgono sul torrione e vedono un'imbarcazione. Si dirigono verso la spiaggia, e delle persone stanno scaricando delle casse da un gommone.
- Guest star: John Sharp (The Guy), Dan Meaden (Mr. Penruthlan), Michael Anthony (Mr. Binks), Rupert Graves (Yan)